# Franz Xaver Buhs

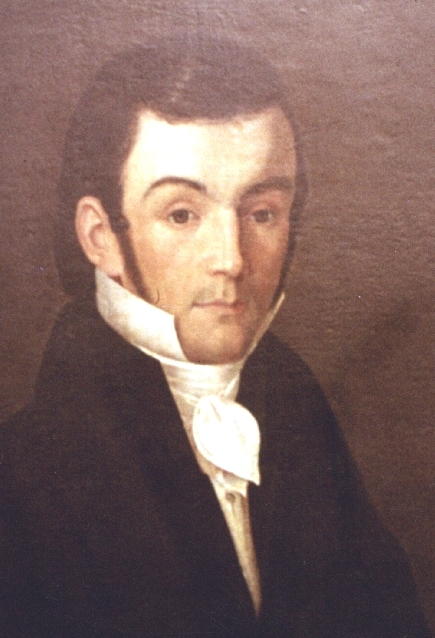
Franz Xaver Buhs

Johann Franz Xaver Buhs (oder Buß oder Buss) (* 25. Juli 1790 in Bonn; † 12. April 1883 in Trier) war Oberbürgermeister von Trier.
Franz Xaver Buhs war der Sohn des Kaufmanns Martin Buß und dessen Frau Franziska geborene Baur. Er besuchte das Gymnasium und wurde danach am 8. Oktober 1807 Sekretär und Kanzlist bei der Unterpräfektur Bonn. Am 30. Mai 1812 wurde er Supernumerar beim Hauptsteueramt Minden. Später wurde er nach Hamburg versetzt und kehrte April 1814 nach Minden zurück. Nach der Räumung des Rheinlandes durch die Franzosen war er bis Frühjahr 1815 provisorisch Mitarbeiter in der Kreisdirektion Bonn.
Ab dem 17. Mai 1815 war er Kriegsfreiwilliger im 5. Rheinischen Infanterie-Regiment. Am 9. Juli 1815 wurde er Sekondeleutnant.
Am 16. Mai 1816 wurde er Kreissekretär in Kreuznach. Im Alter von 29 Jahren wurde er 1819 Bürgermeister in Kreuznach mit dem persönlichen Titel Oberbürgermeister.
Am 12. Mai 1820 heiratete er in Kreuznach Augusta Sophia Karcher (* 16. Juni 1800 in Kreuznach (28. prailial an IX); † 6. März 1867 in Trier), die Tochter des Kaufmanns Friedrich Karcher und dessen Frau Amalia geborene Hecht.
In seiner Kreuznacher Zeit leitete er 1844 die Bildung eines Eisenbahnbaukomitees ein und war an der Ausarbeitung eines Finanzierungskonzepts für die Rhein-Nahe-Bahn beteiligt. Der Bau der Strecke von Neunkirchen nach Bingen am Rhein wurde allerdings erst 1855 von der preußischen Regierung genehmigt.
Am 19. Juni 1843 vollzog er die standesamtliche Eheschließung von Karl Marx und Jenny von Westphalen.
1845 wurde er Bürgermeister von Mayen. 
Am 6. Oktober 1849 wurde Buhs kommissarischer Bürgermeister in Trier; am 9. August 1850 erfolgte die Wahl; seine Bestätigung (einschließlich des Charakters als Oberbürgermeister) durch Friedrich Wilhelm IV. erfolgte am 4. August 1851. Bis zu diesem Jahr war er auch königlicher Landrat des Stadtkreises Trier, dann wurden die beiden Funktionen getrennt und er konnte nur noch eines der Ämter beibehalten. Am 5. August 1861 wurde ihm der Charakter eines Geheimen Regierungsrates verliehen.  Unter Buhs wurde 1855 die Trierer Handelskammer, ein Vorläufer der IHK, gegründet. 1861 trat er in den Ruhestand. Nach Buhs, dessen Grab auf dem Trierer Hauptfriedhof erhalten geblieben ist, wurde eine Straße in Trier-Heiligkreuz benannt. 
Neben seinen politischen Ämtern war Buhs zeitweise auch Präsident der Gesellschaft für nützliche Forschungen zu Trier. Er gilt außerdem als Gründer der Konzertgesellschaft Bad Kreuznach: 1830 folgte er einem Aufruf Felix Mendelssohn Bartholdys zur Gründung gemischter Chöre; 1831 fand der erste Auftritt statt. Bis 1845 leitete und dirigierte Buhs den Chor selbst.